# Liste der Bodendenkmale in Zehdenick
Die Liste der Bodendenkmale in Zehdenick enthält alle Bodendenkmale der brandenburgischen Stadt Zehdenick und ihrer Ortsteile. Grundlage ist die Veröffentlichung der Landesdenkmalliste mit dem Stand vom 31. Dezember 2020. Die Baudenkmale sind in der Liste der Baudenkmale in Zehdenick aufgeführt.

## Badingen
| Gemarkung       | Flur | Kurzansprache | Bodendenkmalnummer | Bemerkung | Bild |
| --------------- | ---- | --- | ------------------ | --------- | ---- |
| Badingen (Lage) | 5    | Siedlung Urgeschichte, Grab Eisenzeit | 70263              |           |      |
| Badingen (Lage) | 3    | Altstadt Neuzeit, Friedhof Neuzeit, Altstadt deutsches Mittelalter, Burgwall deutsches Mittelalter, Burg deutsches Mittelalter, Schloss Neuzeit, Friedhof deutsches Mittelalter | 70297              |           |      |
| Badingen (Lage) | 6    | Dorfkern Neuzeit, Dorfkern deutsches Mittelalter | 70305              |           |      |
| Badingen (Lage) | 6    | Siedlung slawisches Mittelalter | 70306              |           |      |
| Badingen (Lage) | 3    | Siedlung Urgeschichte | 70307              |           |      |
| Badingen (Lage) | 3    | Weg Neuzeit | 70308              |           |      |
| Badingen (Lage) | 6    | Siedlung Ur- und Frühgeschichte | 70328              |           |      |

## Bergsdorf
| Gemarkung        | Flur | Kurzansprache                                                                            | Bodendenkmalnummer | Bemerkung | Bild |
| ---------------- | ---- | ---------------------------------------------------------------------------------------- | ------------------ | --------- | ---- |
| Bergsdorf (Lage) | 1    | Siedlung slawisches Mittelalter, Siedlung Neolithikum                                    | 70267              |           |      |
| Bergsdorf (Lage) | 1    | Gräberfeld Ur- und Frühgeschichte                                                        | 70268              |           |      |
| Bergsdorf (Lage) | 3, 4 | Dorfkern Neuzeit, Dorfkern deutsches Mittelalter                                         | 70313              |           |      |
| Bergsdorf (Lage) | 7    | Siedlung Ur- und Frühgeschichte                                                          | 70558              |           |      |
| Bergsdorf (Lage) | 4    | Siedlung deutsches Mittelalter, Siedlung Urgeschichte, Einzelfund slawisches Mittelalter | 70586              |           |      |

## Burgwall
| Gemarkung               | Flur    | Kurzansprache | Bodendenkmalnummer | Bemerkung | Bild |
| ----------------------- | ------- | --- | ------------------ | --------- | ---- |
| Burgwall ()             | 1, 2    | Einzelfund Bronzezeit, Siedlung deutsches Mittelalter, Siedlung slawisches Mittelalter, Einzelfund Steinzeit                         | 70329              |           |      |
| Burgwall ()             | 1, 2    | Siedlung slawisches Mittelalter, Hort Neuzeit, Dorfkern Neuzeit, Produktionsstätte Neuzeit, Siedlung Eisenzeit, Siedlung Neolithikum | 70330              |           |      |
| Burgwall ()             | 9       | Rast- und Werkplatz Steinzeit | 70331              |           |      |
| Burgwall ()             | 2       | Rast- und Werkplatz Steinzeit | 70332              |           |      |
| Burgwall, Marienthal () | 2, 1, 2 | Siedlung Urgeschichte | 70394              |           |      |
| Burgwall ()             | 2       | Siedlung Urgeschichte | 70398              |           |      |
| Burgwall, Marienthal () | 2, 1    | Siedlung slawisches Mittelalter | 70505              |           |      |
| Burgwall, Marienthal () | 2, 1, 2 | Siedlung Urgeschichte | 70394              |           |      |

## Klein-Mutz
| Gemarkung                | Flur  | Kurzansprache                                                                            | Bodendenkmalnummer | Bemerkung | Bild |
| ------------------------ | ----- | ---------------------------------------------------------------------------------------- | ------------------ | --------- | ---- |
| Klein-Mutz ()            | 4     | Siedlung deutsches Mittelalter, Siedlung slawisches Mittelalter, Siedlung Bronzezeit     | 70368              |           |      |
| Klein-Mutz ()            | 1, 2  | Dorfkern Neuzeit, Weg deutsches Mittelalter, Weg Neuzeit, Dorfkern deutsches Mittelalter | 70369              |           |      |
| Klein-Mutz ()            | 2     | Siedlung Ur- und Frühgeschichte                                                          | 70371              |           |      |
| Klein-Mutz ()            | 2     | Siedlung slawisches Mittelalter                                                          | 70372              |           |      |
| Klein-Mutz, Zehdenick () | 2, 11 | Siedlung Ur- und Frühgeschichte                                                          | 70370              |           |      |

## Krewelin
| Gemarkung               | Flur    | Kurzansprache                                                                                        | Bodendenkmalnummer | Bemerkung | Bild |
| ----------------------- | ------- | --- | ------------------ | --------- | ---- |
| Krewelin ()             | 2       | Rast- und Werkplatz Paläolithikum, Siedlung Ur- und Frühgeschichte, Rast- und Werkplatz Mesolithikum | 70380              |           |      |
| Krewelin ()             | 4       | Siedlung Urgeschichte                                                                                | 70381              |           |      |
| Krewelin ()             | 2       | Siedlung Urgeschichte                                                                                | 70382              |           |      |
| Krewelin ()             | 3       | Siedlung Urgeschichte                                                                                | 70384              |           |      |
| Krewelin ()             | 1       | Einzelfund Steinzeit, Dorfkern Neuzeit, Dorfkern deutsches Mittelalter                               | 70386              |           |      |
| Krewelin, Krewelin 2 () | 2, 3, 7 | Siedlung Urgeschichte                                                                                | 70383              |           |      |

## Marienthal
| Gemarkung               | Flur | Kurzansprache                                         | Bodendenkmalnummer | Bemerkung | Bild |
| ----------------------- | ---- | ----------------------------------------------------- | ------------------ | --------- | ---- |
| Marienthal ()           | 1    | Siedlung Ur- und Frühgeschichte                       | 70395              |           |      |
| Marienthal ()           | 2    | Rast- und Werkplatz Steinzeit                         | 70396              |           |      |
| Marienthal ()           | 3    | Siedlung Ur- und Frühgeschichte                       | 70397              |           |      |
| Marienthal ()           | 1, 2 | Siedlung Urgeschichte                                 | 70399              |           |      |
| Marienthal ()           | 2    | Siedlung Mittelalter, Siedlung Ur- und Frühgeschichte | 70451              |           |      |
| Burgwall, Marienthal () | 2, 1 | Siedlung slawisches Mittelalter                       | 70505              |           |      |
| Marienthal, Tornow ()   | 1, 2 | Dorfkern deutsches Mittelalter, Dorfkern Neuzeit      | 70490              |           |      |

## Mildenberg
| Gemarkung              | Flur  | Kurzansprache                                                                                | Bodendenkmalnummer | Bemerkung | Bild |
| ---------------------- | ----- | -------------------------------------------------------------------------------------------- | ------------------ | --------- | ---- |
| Mildenberg ()          | 5     | Einzelfund Bronzezeit, Einzelfund slawisches Mittelalter, Siedlung Neolithikum               | 70409              |           |      |
| Mildenberg ()          | 4, 5  | Wüstung deutsches Mittelalter, Siedlung Ur- und Frühgeschichte                               | 70410              |           |      |
| Mildenberg ()          | 3, 4  | Siedlung slawisches Mittelalter, Siedlung Urgeschichte                                       | 70411              |           |      |
| Mildenberg ()          | 9     | Siedlung Neolithikum, Rast- und Werkplatz Mesolithikum                                       | 70412              |           |      |
| Mildenberg ()          | 1, 2  | Rast- und Werkplatz Steinzeit                                                                | 70413              |           |      |
| Mildenberg ()          | 9     | Siedlung Bronzezeit, Siedlung Eisenzeit                                                      | 70414              |           |      |
| Mildenberg ()          | 6, 7  | Dorfkern Neuzeit, Dorfkern deutsches Mittelalter                                             | 70415              |           |      |
| Mildenberg ()          | 9     | Siedlung slawisches Mittelalter, Siedlung Ur- und Frühgeschichte                             | 70416              |           |      |
| Mildenberg ()          | 9     | Siedlung Ur- und Frühgeschichte                                                              | 70417              |           |      |
| Mildenberg ()          | 8     | Siedlung Neolithikum                                                                         | 70418              |           |      |
| Mildenberg, Ribbeck () | 10, 4 | Siedlung römische Kaiserzeit, Rast- und Werkplatz Steinzeit, Siedlung Ur- und Frühgeschichte | 70447              |           |      |

## Ribbeck
| Gemarkung              | Flur | Kurzansprache                                                 | Bodendenkmalnummer | Bemerkung | Bild |
| ---------------------- | ---- | ------------------------------------------------------------- | ------------------ | --------- | ---- |
| Ribbeck ()             | 1    | Einzelfund römische Kaiserzeit, Rast- und Werkplatz Steinzeit | 70448              |           |      |
| Ribbeck ()             | 1, 2 | Dorfkern deutsches Mittelalter, Weg Neuzeit, Dorfkern Neuzeit | 70449              |           |      |
| Ribbeck, Zabelsdorf () | 1, 1 | Siedlung Urgeschichte                                         | 70450              |           |      |

## Vogelsang
| Gemarkung    | Flur | Kurzansprache                                                                        | Bodendenkmalnummer | Bemerkung | Bild |
| ------------ | ---- | ------------------------------------------------------------------------------------ | ------------------ | --------- | ---- |
| Vogelsang () | 5    | Rast- und Werkplatz Steinzeit                                                        | 70464              |           |      |
| Vogelsang () | 4    | Siedlung deutsches Mittelalter, Rast- und Werkplatz Steinzeit, Siedlung Urgeschichte | 70465              |           |      |

## Wesendorf
| Gemarkung    | Flur | Kurzansprache                                    | Bodendenkmalnummer | Bemerkung | Bild |
| ------------ | ---- | ------------------------------------------------ | ------------------ | --------- | ---- |
| Wesendorf () | 7    | Siedlung deutsches Mittelalter                   | 70367              |           |      |
| Wesendorf () | 7    | Rast- und Werkplatz Steinzeit                    | 70385              |           |      |
| Wesendorf () | 2, 3 | Dorfkern deutsches Mittelalter, Dorfkern Neuzeit | 70466              |           |      |

## Zabelsdorf
| Gemarkung     | Flur | Kurzansprache                                                   | Bodendenkmalnummer | Bemerkung | Bild |
| ------------- | ---- | --------------------------------------------------------------- | ------------------ | --------- | ---- |
| Zabelsdorf () | 1    | Rast- und Werkplatz Steinzeit                                   | 70453              |           |      |
| Zabelsdorf () | 1    | Siedlung Ur- und Frühgeschichte                                 | 70455              |           |      |
| Zabelsdorf () | 1    | Siedlung deutsches Mittelalter, Siedlung Ur- und Frühgeschichte | 70456              |           |      |
| Zabelsdorf () | 1, 3 | Siedlung slawisches Mittelalter                                 | 70457              |           |      |
| Zabelsdorf () | 3    | Siedlung Urgeschichte                                           | 70549              |           |      |